# Хлорид нептуния(III)
Хлорид нептуния(III) — бинарное неорганическое соединение,
соль нептуния и соляной кислоты
с формулой NpCl3,
бесцветные кристаллы.

## Получение
- Пропускание водорода через нагретый хлорид нептуния(IV)

{\displaystyle {\mathsf {2NpCl_{4}+H_{2}\ {\xrightarrow {650^{o}C}}\ 2NpCl_{3}+2HCl}}}

## Физические свойства
Хлорид нептуния(III) образует бесцветные, очень гигроскопичные кристаллы (из-за примесей цвет варьируется от светло-зелёного до серо-зелёного)
гексагональной сингонии,
пространственная группа P 63/m,
параметры ячейки a = 0,7420 нм, c = 0,4282 нм, Z = 2.